# Olivier Boscagli
Olivier Maxime Boscagli (uitspraak: [bɔs'kalji]) (Monaco-Ville, 18 november 1997) is een in Monaco geboren Franse voetballer die doorgaans als verdediger speelt. Hij tekende in juli 2025 een vijfjarig contract bij Brighton & Hove Albion FC, dat hem overnam van PSV.

## Clubcarrière
Boscagli stroomde door vanuit jeugdopleiding van OGC Nice. Hij maakte op 25 april 2015 zijn debuut in de Ligue 1, tegen Stade Rennais. Boscagli begon in de basis en werd na 84 minuten gewisseld voor Niklas Hult. Nice verloor de wedstrijd met 2−1. Boscagli wisselde na zijn debuut twee seizoenen wedstrijden in het eerste van Nice af met wedstrijden in het tweede team. Een doorbraak in de hoofdmacht bleef uit. De Franse club verhuurde hem gedurende het seizoen 2017/18 aan Nîmes Olympique. Hier stond hij wel het hele seizoen in de basis, in de Ligue 2.
Nadat hij vijf seizoenen onder contract stond bij Nice, tekende Boscagli in juli 2019 een contract tot medio 2023 bij PSV. Hij maakte op 27 juli 2019 zijn debuut voor de Eindhovense club. Coach Mark van Bommel gaf hem die dag een basisplaats in de met 2–0 verloren wedstrijd om de Johan Cruijff Schaal 2019, uit bij Ajax. Boscagli zat in zijn eerste seizoen bij PSV meer op de bank dan dat hij op het veld stond. Wanneer hij speelde, was dat meestal als linksback. Boscagli brak in 2020/21 door. Dat jaar stelde de nieuwe coach Roger Schmidt hem vrijwel iedere speelronde op, meestal als centrale verdediger naast Jordan Teze of Nick Viergever. Die positie behield hij in 2021/22, nu doorgaans naast André Ramalho. Boscagli raakte in de 29e speelronde tegen RKC Waalwijk echter zwaar geblesseerd aan zijn knie. Hij moest tien maanden revalideren voor hij in februari 2023 terugkeerde op het veld, tijdens een bekerwedstrijd tegen FC Emmen.
Boscagli speelde 33 van de 34 speelronden in 2023/24, het seizoen waarin PSV voor het eerst sinds 2017/18 weer kampioen werd. Hij behoorde dat jaar samen met Sergiño Dest, Jerdy Schouten, Joey Veerman, Johan Bakayoko en Luuk de Jong tot de sterkhouders van het team. Brighton & Hove Albion meldde zich in augustus 2024 bij PSV in een poging om Boscagli naar de Premier League te halen. PSV beoordeelde verschillende biedingen van de Engelse club als te laag en besloot vlak voor het einde van de zomerse transferdeadline dat de Fransman onder geen beding meer weg mocht. 
Na het aflopen van zijn verbintenis bij PSV, medio 2025, maakte Boscagli alsnog de overstap naar de Engelse club. Hij tekende er een vijfjarig contract.

## Clubstatistieken
| Seizoen         | Club              | Competitie      | Competitie | Competitie | Beker | Beker | Internationaal | Internationaal | Totaal | Totaal |
| Seizoen         | Club              | Competitie      | Wed.       | Dlp.       | Wed.  | Dlp.  | Wed.           | Dlp.           | Wed.   | Dlp.   |
| --------------- | ----------------- | --------------- | ---------- | ---------- | ----- | ----- | -------------- | -------------- | ------ | ------ |
| 2014/15         | OGC Nice          | Ligue 1         | 2          | 0          | 0     | 0     | —              | —              | 2      | 0      |
| 2015/16         | OGC Nice          | Ligue 1         | 11         | 1          | 2     | 0     | —              | —              | 13     | 1      |
| 2016/17         | OGC Nice          | Ligue 1         | 1          | 0          | 1     | 0     | 2              | 0              | 4      | 0      |
| 2017/18         | OGC Nice          | Ligue 1         | 0          | 0          | 0     | 0     | 1              | 0              | 1      | 0      |
| 2017/18         | → Nîmes Olympique | Ligue 2         | 28         | 0          | 1     | 0     | —              | —              | 29     | 0      |
| 2018/19         | OGC Nice          | Ligue 1         | 14         | 0          | 2     | 0     | —              | —              | 16     | 0      |
| 2019/20         | PSV               | Eredivisie      | 12         | 0          | 1     | 0     | 4              | 0              | 17     | 0      |
| 2020/21         | PSV               | Eredivisie      | 30         | 2          | 2     | 0     | 10             | 0              | 42     | 2      |
| 2021/22         | PSV               | Eredivisie      | 28         | 4          | 3     | 0     | 14             | 0              | 45     | 4      |
| 2022/23         | PSV               | Eredivisie      | 7          | 1          | 1     | 0     | 0              | 0              | 8      | 1      |
| 2023/24         | PSV               | Eredivisie      | 33         | 3          | 2     | 0     | 11             | 0              | 46     | 3      |
| 2024/25         | PSV               | Eredivisie      | 13         | 1          | 0     | 0     | 4              | 0              | 17     | 1      |
| Club totaal     | Club totaal       | Club totaal     | 123        | 11         | 9     | 0     | 43             | 0              | 175    | 11     |
| Carrière totaal | Carrière totaal   | Carrière totaal | 179        | 12         | 15    | 0     | 46             | 0              | 240    | 12     |

Bijgewerkt t/m 27 november 2024.

## Interlandcarrière
Boscagli maakte deel uit van alle Franse nationale jeugdelftallen vanaf Frankrijk −17. Hij won met Frankrijk −19 het EK –19 van 2016 en nam met Frankrijk −20 deel aan het WK –20 van 2017.

## Erelijst
| Competitie            | Aantal | Jaren            |     |     |
| PSV                   | PSV    | PSV              | PSV | PSV |
| --------------------- | ------ | ---------------- | --- | --- |
| Eredivisie            | 2x     | 2023/24, 2024/25 |     |     |
| KNVB Beker            | 2x     | 2021/22, 2022/23 |     |     |
| Johan Cruijff Schaal  | 3x     | 2021, 2022, 2023 |     |     |
| Frankrijk −19         |        |                  |     |     |
| Europees kampioen −19 | 1x     | 2016             |     |     |